# Scopula albida
Scopula albida là một loài bướm đêm trong họ Geometridae.